# Domenico Maggiora
Domenico Maggiora (Quattordio, 14 gennaio 1955) è un ex calciatore e allenatore di calcio italiano, di ruolo difensore o centrocampista.

## Caratteristiche tecniche
Veniva impiegato nel ruolo di terzino o centrocampista.

## Carriera

### Giocatore

La Juventus festeggia dopo la vittoria del Campionato Primavera 1971-1972; da destra: Alessandrelli, l'allenatore Bizzotto, il dirigente Allodi, Maggiora e il capitano della prima squadra, Salvadore.

Cresciuto nelle giovanili della Juventus, nel cui settore giovanile segno molti gol conquistando titoli nazionali sia negli Allievi sia nella Primavera, esordì in prima squadra in Coppa Italia, senza tuttavia mai riuscire a debuttare in campionato coi bianconeri.
Passò nell'ottobre 1974 al Varese, con il quale fece il suo esordio in Serie A nel pareggio interno con il L.R. Vicenza del 19 gennaio 1975. Seguì il Varese in Serie B nella stagione 1975-1976, in cui realizzò 7 reti, che rimase il suo record di realizzazioni in una stagione.
Approdò quindi alla Roma nelle cui file militò dal campionato 1976-1977 a quello 1981-1982, disputando 127 gare e segnando una rete, al 57' della gara contro il L.R. Vicenza del 27 novembre 1977, con una sforbiciata al volo. Con la formazione giallorossa, di cui è stato anche capitano oltreché indossato per due volte la maglia numero dieci, ha vinto due Coppe Italia consecutive, nelle edizioni 1979-1980 e 1980-1981.
Nell'estate 1982, l'anno prima del secondo scudetto romanista, decise di lasciare la Capitale per accasarsi alla Sampdoria neopromossa in Serie A. Nel campionato 1983-1984 andò a giocare in Serie B con il Cagliari, disputando 29 partite e segnando un gol, quindi disputò tre stagioni, sempre fra i cadetti, con la maglia del Catania.
In carriera ha disputato in totale 162 gare in Serie A segnando 3 gol, e 130 incontri in Serie B con 8 reti all'attivo.

### Allenatore
Dal 1989 al 2010 è stato allenatore delle squadre giovanili nazionali della Juventus, sia negli Allievi sia nei Giovanissimi. È stato responsabile delle giovanili del Barcanova e della scuola calcio Cit Turin

## Palmarès

### Giocatore

#### Competizioni giovanili
- Campionato Primavera: 1

Juventus: 1971-1972

#### Competizioni nazionali
- Coppa Italia: 2

Roma: 1979-1980, 1980-1981